# Jiří Mucha

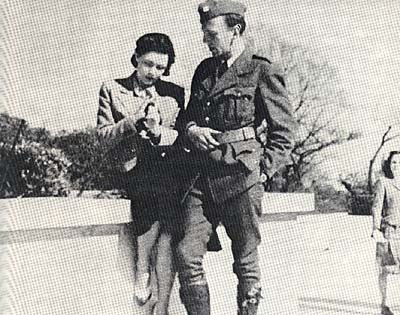
Jiří Mucha med sin första hustru, tonsättaren Vítězslava Kaprálová.

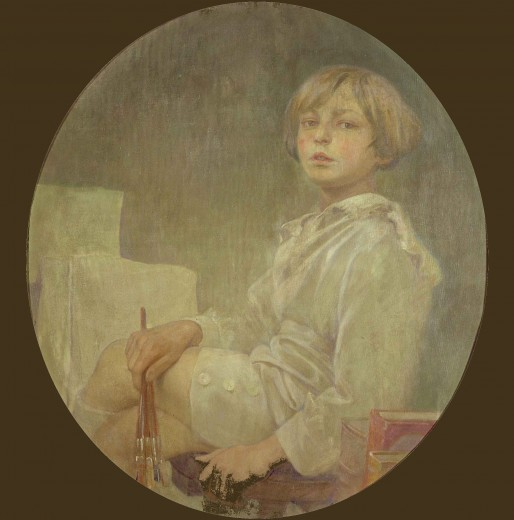
Alfons Muchas porträtt av sonen Jiří 1925.

Jiří Mucha, född 12 mars 1915 i Prag, död 5 april 1991 där, var en tjeckisk kosmopolit, författare och kommentator.

## Biografi
Jiří Mucha var son till målaren och grafikern Alfons Mucha. Under andra världskriget arbetade han som redaktör för BBC i London tillsammans med Ernest Hemingway och Ilja Ehrenburg. Sedan han återvänt till Tjeckien gav han ut sin mest kända bok, Most (1946, 'Bron'). 
År 1951 blev han på politiska grunder dömd till sex års straffarbete i kol- och urangruvor, men arbetade övervägande som läkare. Han fick amnesti 1955 och rehabiliterades. Han var under två månader gift med den tjeckiska tonsättaren Vítězslava Kaprálová som dog 1940.